# Charlotte Neuhäuser
Charlotte Antonia Neuhäuser (geb. 25. November 1998 in Olpe) ist eine deutsche Politikerin (Die Linke). Sie ist die drittjüngste Abgeordnete des im Februar 2025 gewählten 21. Deutschen Bundestags.

## Leben
Charlotte Neuhäuser wuchs in Eslohe im Sauerland auf. Mit 13 Jahren wurde sie vom Gemeindesportverband Eslohe zur Sportlerin des Jahres gekürt. In Meschede machte sie 2017 ihr Abitur am Gymnasium der Benediktiner. Daraufhin studierte sie zwei Semester Rechtswissenschaft an der Philipps-Universität Marburg, bevor sie 2018 ein Studium der Wirtschaftswissenschaft an der Universität Paderborn aufnahm, das sie 2023 mit dem Bachelor of Science abschloss. Als Werkstudentin arbeitete sie sechs Jahre als Zustellerin der Deutschen Post und während der Anfertigung ihrer Bachelorarbeit beim Elektrotechnikkonzern Weidmüller-Gruppe. Anschließend studierte Neuhäuser bis März 2024 – ebenfalls in Paderborn – Management im Master mit Schwerpunkt Human Resource Management; seit April 2024 setzt sie das Studium im Masterstudiengang Betriebswirtschaftslehre fort. Von 2023 bis zu ihrem Bundestagseinzug war sie zudem wissenschaftliche Hilfskraft in der Fachgruppe „Behavioral Economic Engineering and Responsible Management“ am Heinz-Nixdorf-Institut.
Ursprünglich engagierte sie sich mehr in Basisorganisationen, wie dem lokalen Bündnis gegen Rechts und bei der Tafel. Da sich dadurch allerdings nach ihrem Eindruck nichts verändern ließ, trat sie 2024 zur Europawahl in die Partei die Linke ein.
Bei der Bundestagswahl 2025 trat sie als Direktkandidatin der Linken im Wahlkreis Paderborn an und gewann mit 6,3 % den fünftgrößten Erststimmenanteil. Das Direktmandat errang der CDU-Generalsekretär Carsten Linnemann, Neuhäuser zog jedoch über Platz 13 der nordrhein-westfälischen Landesliste in den Bundestag ein. Sie kündigte an, sich in den Bereichen Bildung und Arbeitsmarktpolitik einsetzen zu wollen. Neuhäuser ist ordentliches Mitglied im Ausschuss für wirtschaftliche Zusammenarbeit und Entwicklung.